# Pulau Cipir
Pulau Cipir är en ö i Indonesien.   Den ligger i provinsen Jawa Barat, i den västra delen av landet, 23 km nordväst om huvudstaden Jakarta.